# أريا الرصاصة القرمزية
أريا الرصاصة القرمزية (باليابانية: 緋弾のアリア، بالروماجي: Hidan no Aria) هي رواية خفيفة من تأليف تشوغاكو أكاماتسو ورسم كوبويتشي، نشرت من قبل ميديا فاكتوري منذ 25 أغسطس عام 2008، اقتبست إلى سلسلة مانغا، نشرت من قبل ميديا فاكتوري في مجلة كومك ألايف الشهرية، منذ 26 سبتمبر عام 2009، أنتجت إلى أنمي تلفزيوني من قبل استوديو جاي سي ستاف، عرض الأنمي في 15 أبريل عام 2011 واستمر عرضه حتى 1 يوليو عام 2011، وتكون من 12 حلقة + 1 أوف، أنتج الموسم الثاني للأنمي من قبل استوديو دوغا كوبو، عرض في 6 أكتوبر عام 2015 واستمر عرضه حتى 22 ديسمبر عام 2015، وتكون من 12 حلقة.

## القصة
تدور أحداث القصة عن الأشخاص الذي يملكون بوتي، وهو مؤهل وطني أنشئ لمواجهة ظروف الجريمة المتفاقمة في جميع أنحاء العالم. تم تدريب أصحاب، هذا المؤهل في مختلف المجالات المتخصصة، وتم السماح لهم بامتلاك مختلف الأسلحة والقبض على المجرمين. كينجي توياما هو طالب في مدرسة بوتي طوكيو الثانوية، وهي مدرسة متخصصة لتدريب الأشخاص الذين يملكون مؤهل بوتي.

## الشخصيات

### الشخصيات الرئيسية
كينجي توياما (باليابانية: 遠山 金次، بالروماجي: Tōyama Kinji)
مؤدي الصوت: جونجي ماجيما
أريا هولمز كانزاكي (باليابانية: 神崎・H・アリア، بالروماجي: Kanzaki Hōmuzu Aria)
مؤدية الصوت: ريي كوغيميا
شيرايوكي هوتوغي (باليابانية: 星伽 白雪، بالروماجي: Hotogi Shirayuki)
مؤدية الصوت: ميكاكو تاكاهاشي
ريكو ميني (باليابانية: 峰 理子، بالروماجي: Mine Riko)
مؤدية الصوت: ماريا إيسي
ريكي (باليابانية: レキ، بالروماجي:  Reki)
مؤدية الصوت: كاوري إيشيهارا
جان دارك (باليابانية: ジャンヌ・ダルク، بالروماجي: Jannu Daruku)
مؤدية الصوت: أياكو كاواسومي

### شخصيات أريا الرصاصة القرمزية أي أي
أكاري ماميا (باليابانية: 間宮 あかり، بالروماجي: Mamiya Akari)
مؤدية الصوت: أياني ساكورا
شينو ساساكي (باليابانية: 佐々木 志乃، بالروماجي: Sasaki Shino)
مؤدية الصوت: آي كايانو
رايكا هينو (باليابانية: 火野 ライカ، بالروماجي: Hino Raika)
مؤدية الصوت: ماو إيتشيميتشي
كيرين شيما (باليابانية: 島 麒麟، بالروماجي: Shima Kirin)
مؤدية الصوت: آوي يوكي
أورارا تاكاتشيهو (باليابانية: 高千穂 麗، بالروماجي: Takachiho Urara)
مؤدية الصوت: ساره إمي بريدكات
يايا أيزاوا (باليابانية: 愛沢 夜夜، بالروماجي: Aizawa Yaya)
مؤدية الصوت: تشينامي هاشيموتو
يويو أيزاوا (باليابانية: 愛沢 湯湯، بالروماجي: Aizawa Yuyu)
مؤدية الصوت: مومو أساكورا
كيوتشيكونو (باليابانية: 夾竹桃، بالروماجي: Kyouchikutou)
مؤدية الصوت: يوي هوريه
نانوكا ماميا (باليابانية: 間宮 ののか، بالروماجي: Mamiya Nonoka)
مؤدية الصوت: إينوري ميناسي

## وصلات خارجية
- موقع الرواية الخفيفة الرسمي (باليابانية)
- موقع الأنمي الرسمي (باليابانية)
- أريا الرصاصة القرمزية عند فنميشن
- أريا الرصاصة القرمزية على موقع ANN manga (الإنجليزية)

لا توجد روابط لمواقع التواصل الاجتماعي.